# Charles Grenier

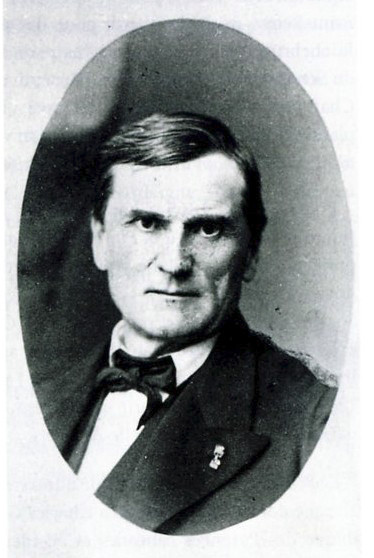
Charles Grenier

Jean Charles Marie Grenier (* 4. November 1808 in Besançon; † 9. November 1875 in Besançon) war ein französischer Botaniker. Er wurde vor allem bekannt durch pflanzengeographische Arbeiten über den französischen Jura und durch sein dreibändiges Werk (mit Dominique Alexandre Godron) Flore de France.
Sein botanisches Autorenkürzel lautet „Gren.“

## Leben
Charles Grenier verbrachte sein ganzes Leben in Besançon, abgesehen von Reisen im Dienste der Botanik. Er war also ein Bisontin (Bisontiner), wie sich die Bürger der Stadt nannten. Charles besuchte in Besançon eine Sekundarschule, wo er offenbar ein brillanter Schüler war. Darauf schrieb er sich an der medizinischen (Hoch)schule (Ėcole de médecine) von Besançon ein. Er erwarb dort 1836 den Titel Docteur-en-médecine.
Den Sommer 1836 verbrachte er in dem Kurort Eaux-Bonnes in den Pyrenäen und lernte dort den Kräuterkundler Pierrine Gaston-Sacaze (1797–1893) kennen, mit dem er eine Brieffreundschaft begann. Grenier praktizierte aber nie als Arzt, sondern wandte sich ganz der Botanik zu. Im folgenden Jahr bekam er die Stelle eines provisorischen Professors der Naturgeschichte an der Ėcole de médecine de Besançon. Kurz darauf veröffentlichte er seine erste botanische Arbeit im Bulletin de la Societé Linnéenne de Bordeaux. Grenier verfasste eine Dissertation über das Thema La géographie botanique du département du Doubs, die er an der Universität Straßburg einreichte. Dort wurde er 1844 zum docteur-ès-sciences promoviert.
Schon vorher, im Jahr 1843, wurde seine provisorische Professur in eine dauerhafte umgewandelt. Die alte Universität der Franche-Comté in Besançon wurde ausgebaut. Die Einrichtung einer Fakultät der (Natur)wissenschaften (Faculté des sciences) wurde beschlossen. Grenier wurde zum Titularprofessor mit dem Lehrstuhl Naturgeschichte (Histoire naturelle) ernannt. Durch diese Ernennung war der Naturwissenschaftler für immer auf die Franche-Comté fixiert; aber diese Beförderung ermutigte ihn zu weiteren Arbeiten. Ohne Unterlass veröffentlichte er die Resultate seiner botanischen Exkursionen und erarbeitete dabei die Materialien für sein Werk Flore de France, das er später mit Dominique Alexandre Godron publizieren sollte. Die Flore wurde zum unverzichtbaren Buch für jeden pflanzensammelnden Botaniker in Frankreich.
Neben dem Gemeinschaftswerk mit Godron verfasste Grenier allein eine Flora der Jurakettengebirge Flore de la Chaine jurassique. Das Buch brachte dem Autor eine Silbermedaille des Ministre de l'instruction publique ein.
Im Jahr 1869 ernannte ihn die Regierung zum Dekan der Faculté des sciences, erst 25 Jahre nach seinem Eintritt in die Fakultät.
Eine schreckliche Krankheit begann sich jedoch zu entwickeln, die das Schaffen des Wissenschaftlers beeinträchtigte. So musste die Neufassung der Flore de France unterbrochen werden. Im Nekrolog wird sein Versuch, seine Kollegen und Schüler auf einer Tagung in Pontarlier im Jahr 1869 zu treffen, in berührenden Worten geschildert.
Grenier wurde für sein Gesamtwerk 1872 von der Réunion des Societés savantes mit der großen Goldmedaille ausgezeichnet. Für seine Verdienste wurde er auch zum Ritter der Ehrenlegion (Chevalier de la Légion d'honneur) ernannt.
Der Gelehrte lebte noch drei Jahre und starb 1875 in seiner Heimatstadt.

## Familie
Greniers Vater war der Bäcker Jean Baptiste Grenier (* 1769). 1846 heiratete Charles Grenier Alexis Emile Donalie Demesmay (1816–1885), Tochter von Guy Étienne Donat Demesmay (1781–1760), einem angesehenen Advokaten und conseiller am Gerichtshof von Besançon, und Schwester des Bildhauers und Malers Camille Demesmay (1815–1890).

## Werke (Auswahl)
Grenier schrieb über die Vegetationsgeographie des Juragebirges und gab zusammen mit Dominique Alexandre Godron (1807–1880) zwischen 1847 und 1856 La Flore de France (Grenier & Godron) heraus.
Jean Auguste Celestin Étienne Ogérien, bekannt unter seinem Ordensnamen Frère Ogérien (1825–1869) beauftragte ihn mit der Fertigstellung und Überarbeitung des botanischen Bandes der Naturgeschichte des Juragebirges und der benachbarten Regionen.
Vor seinem Tod im Jahr 1875 vermachte Grenier sein Herbarium dem Nationalen Naturkundemuseum in Paris.
Der International Plant Names Index schreibt ihm mehr als 500 Pflanzen zu, deren Entdecker er ist, oft zusammen mit Dominique Alexandre Godron.